# Simon Senft
Jan-Simon Senft (* 11. června 1982 Kolín nad Rýnem, Německo) je bývalý německý sportovní šermíř, který se specializoval na šerm fleretem. Německo reprezentoval v prvním desetiletí jednadvacátého století. Na olympijských hrách startoval v roce 2004 v soutěži družstev. V roce 2002 získal titul mistra Evropy v soutěži jednotlivců a v roce 2002 obsadil na mistrovství Evropy druhé místo. S německým družstvem fleretistů vybojoval v roce 2002 třetí místo na mistrovství Evropy.